# Paulina 1880
Pour le film, voir Paulina 1880 (film).

Paulina 1880 est un roman de Pierre Jean Jouve paru en 1925.
Il obtint quatre voix au prix Goncourt. Il fut adapté au cinéma en 1972 par Jean-Louis Bertuccelli.

## Brève description
On peut résumer schématiquement Paulina 1880 comme une « chronique italienne » qui mêle amour charnel et amour mystique, jouissance et pulsion de mort : la belle et passionnée Paulina connaît successivement la détestation de sa famille, la fascination pour les images religieuses sanglantes, un amour charnel passionné, et adultère, pour le comte Michele, puis une grande expérience mystique dans un couvent où elle finit par faire scandale. Revenue à la vie laïque, elle retrouve le comte Michele veuf, donc libre. Sa passion amoureuse refuse un mariage. Elle tue Michele pendant son sommeil et tente de se suicider. Son suicide échoue. Paulina connaît la prison et elle découvre enfin la sérénité en menant pauvrement la vie d’une paysanne.

## Style
Le ton du livre est vif et passionné, ironique et torturé, mêlant avec bonheur amour humain et amour divin.

## Adaptations
- Paulina 1880 a été adapté : 
  - au cinéma en 1972 par Jean-Louis Bertuccelli
  - en opéra de chambre en 1983 par Claude Prey sous le titre : Paulina ou la chambre bleue.

## Critiques
- Rainer Maria Rilke : « ... en même temps qu'un autre livre que Jouve [a eu] l'attention de me donner : cela s'appelle Paulina 1880 et me paraît écrit de façon remarquable. De très courts chapitres rapides, étonnamment plastiques, comme des images vues dans un stéréoscope ; en lisant cela on y collabore, cela se passe en Italie, tous les sens du lecteur sont en action, même l'odorat. Vous allez voir. », lettre à Merline (Baladine Klossowska, mère de Pierre Klossowski et de Balthus), Correspondance 1920-1926, Éditions Max Niehans S.A., Zurich, 1954, p. 545–546.
- Jean Schlumberger : « Avec beaucoup de perspicacité, de profondeur et l'on peut dire de divination, Pierre Jean Jouve a montré, dans la formation de la jeune Paulina, l'inextricable confusion des éléments sensuels et mystiques. (...) Jouve utilise avec une parfaite liberté tous les procédés du roman contemporain, pourvu qu'ils soient directs et d'ordre poétique plutôt qu'analytique. De là l'extraordinaire souplesse avec laquelle il adhère à la vie de son personnage, le suit dans ses inconséquences, ses bizarreries, ses énigmes – qui sont, malgré leur singularité, les énigmes de toute vie humaine. », Nouvelle Revue Française du 1er mars 1926, repris dans L'Œil de la NRF – Cent livres pour un siècle, collection Folio, Gallimard, 2009.
- Dominique de Roux : « Version pessimiste d'une certaine conception de l'amour-sortilège, dont le modèle premier apparaît, en Occident, avec la légende de Tristan et Iseult (...) Paulina 1880 est un livre troublant et troublé, d'une très grande et très belle écriture menée sur le mode du baroque retenu, et dont l'essentiel apparaît comme volontairement caché, passé sous silence. », « Notes en marge de Paulina », in Pierre Jean Jouve, Cahiers de l'Herne, Paris, 1972.
- André Pieyre de Mandiargues : « Paulina 1880 (1925) est le point de départ de cette œuvre narrative. Ecrit sous forme de courts fragments, cent dix-neuf en tout, cet adorable roman, que j'ai relu dix ou vingt fois peut-être, mêle de façon la plus inextricable et la plus naturelle le monde érotique et le monde mystique (...). Dans le personnage de Paulina, l'un des plus fascinants « personnages féminins » de la littérature, il n'est pas défendu de voir l'incarnation d'une partie au moins de l'âme de Jouve. », « Le Roman rayonnant », in Troisième belvédère, Gallimard, Paris, 1971.

## Publications
- Paulina 1880, éditions de la Nouvelle Revue française, 1925 ; 
  - réédition au Mercure de France, 1959
  - aux éditions Rencontre, collection « Prix Rencontre, 1925 », Lausanne, 1963, préface de Gilbert Sigaux
  - en livre de poche, 1964
  - à La Guilde du Livre, illustré par Françoise Boudignon, 1968
  - en Folio, 1974
  - dans le volume II de Œuvre, Édition établie par Jean Starobinski, Mercure de France, 1987, p. 1-221.